# Cantó de Tomblaine
El cantó de Tomblaine és un cantó francès del departament de Meurthe i Mosel·la, situat al districte de Nancy. Té 12 municipis i el cap és Tomblaine.

## Municipis
- Art-sur-Meurthe
- Buissoncourt
- Cerville
- Erbéviller-sur-Amezule
- Fléville-devant-Nancy
- Gellenoncourt
- Haraucourt
- Laneuveville-devant-Nancy
- Lenoncourt
- Réméréville
- Tomblaine
- Varangéville

## Història
| Data d'elecció                           | Identitat            | Partit         | Qualitat |
| ---------------------------------------- | -------------------- | -------------- | -------- |
| 1982-1998                                | Frédéric Jehl        | UDF            |          |
| 1998-2007                                | Hervé Feron          | PS             |          |
| 2007-2011                                | Claude Blaque        | PS, després PG |          |
| 2011-                                    | Jean-Pierre Laurency | PS             |          |
| les dades anteriors no són pas conegudes |                      |                |          |
|                                          |                      |                |          |

## Demografia
| A partir de 1990: Població sense dobles comptes |